# Le Live (album de L5)
Albums de L5
Retiens-moi
(2002) Turbulences
(2005)
Le Live est un album live du groupe L5, sorti le 3 février 2004 en France. Il a été enregistré pendant la tournée L5 : deuxième acte qui a suivi la sortie de l'album Retiens-moi.

## Liste des titres
| No  | Titre                                                                    | Auteur                                                     | Durée |
| --- | ------------------------------------------------------------------------ | ---------------------------------------------------------- | ----- |
| 1.  | La Jungle (Titre original : Why, Why?)                                   | Paul Rein, Andy Marvel, Per Nylén                          | 3:34  |
| 2.  | Toutes les femmes de ta vie (Titre original : I Like What You're Doing,) | Johan Åberg, Sigurd Heimdal Rösnes, Billy Steinberg        | 3:40  |
| 3.  | Une étincelle (Titre original : Secretly)                                | Andreas Karlegård, Lisa Lindebergh, Peter Månsson          | 4:08  |
| 4.  | The Show Must Go On                                                      | John Deacon, Brian May, Freddie Mercury, Roger Taylor      | 4:24  |
| 5.  | Question de survie (De l'air !)                                          | Doriand, Régis Ducatillon, Jérémy Olivier                  | 3:17  |
| 6.  | Où sont passés les hommes ?                                              | Doriand, Régis Ducatillon, Jérémy Olivier                  | 3:08  |
| 7.  | Beautiful                                                                | Linda Perry                                                | 4:40  |
| 8.  | Quand on arrive en ville                                                 | Luc Plamondon, Michel Berger                               | 3:43  |
| 9.  | New York, New York                                                       | Fred Ebb, John Kander                                      | 3:22  |
| 10. | Retiens-moi (Titre original : Once Again,)                               | Henrik Andersson, Martin Ankelius, Fredrik Ödesjö          | 3:41  |
| 11. | L'Indifférence                                                           | Thierry Samoy, Jérémy Olivier                              | 2:42  |
| 12. | Beat It                                                                  | Michael Jackson                                            | 4:35  |
| 13. | Reste encore (Titre original : Make A Change,)                           | Peter Ibsen, Christina Rumbley, Sasha Skarbek              | 3:48  |
| 14. | Rhythm Is Love                                                           | Keziah Jones                                               | 6:07  |
| 15. | Laisse tourner le monde (Titre original : Girlfriend)                    | Peter Ibsen, Stella Katsoudas, Graham Kearns, Melissa Popo | 4:20  |
| 16. | Aime (Titre original : This Is Who I Am)                                 | Paul Rein, Johan Åberg                                     | 3:28  |
| 17. | Toujours là (Titre original : Look At You, Look At Me)                   | Nate Butler, Thomas Gustafsson, Hugo Lira                  | 4:20  |
| 18. | Maniac                                                                   | Dennis Matkosky, Michael Sembello                          | 5:03  |

## Classement et certifications
| Pays          | Meilleure position | Certifications | Ventes |
| ------------- | ------------------ | -------------- | ------ |
| France (SNEP) | 32                 | Non Certifié   | 50 000 |